# Pinaverin
A pinaverin egy olyan spazmolitikum, amely az emésztőrendszerben fejti ki hatását. Ca-antagonista vegyület, tehát gátolja a kalcium behatolását a bélrendszer simaizomsejtjeibe. Állatkísérletek bizonyítják, hogy csökkenti az érzőideg-végződések stimulációját. Nincs anticholinerg hatása és nem hat a szív- és érrendszerre.

## Fordítás
- Ez a szócikk részben vagy egészben  a   Pinaverium című angol Wikipédia-szócikk fordításán alapul.  Az eredeti cikk szerkesztőit annak laptörténete sorolja fel. Ez a jelzés csupán a megfogalmazás eredetét és a szerzői jogokat jelzi, nem szolgál a cikkben szereplő információk forrásmegjelöléseként.